# 진태호
진태호(陳泰浩, 2006년 1월 20일 ~ )은 대한민국의 축구 선수로 포지션은 공격형 미드필더, 중앙 미드필더, 센터포워드이며 현재 K리그1 전북 현대 모터스 소속이다.